# Ганин, Андрей Александрович
Андре́й Алекса́ндрович Га́нин (род. 24 июля 1983, Москва) — российский гребец-каноист, выступает за сборную России. Чемпион мира, многократный победитель национальных и молодёжных регат. На соревнованиях представляет город Москву, мастер спорта международного класса.

## Биография
Андрей Ганин родился 24 июля 1983 года в Москве. Активно заниматься греблей начал в раннем детстве, проходил подготовку в столичной детско-юношеской спортивной школе олимпийского резерва, а позже в столичном центре спортивной подготовки. Тренировался у таких специалистов как Л. Ю. Крылов и Ю. А. Прокофьев. Первого серьёзного успеха добился в 2002 году, когда выиграл бронзовую медаль на молодёжном чемпионате Европы.
В 2013 году стал чемпионом всероссийского первенства среди каноэ-одиночек на двухсотметровой дистанции и благодаря череде удачных выступлений удостоился права защищать честь страны на чемпионате мира в немецком Дуйсбурге. Находясь в составе эстафетной команды, куда также вошли гребцы Андрей Крайтор, Виктор Мелантьев и Иван Штыль, завоевал золотую медаль в дисциплине С-1 4 × 200 м. За это выдающееся достижение удостоен почётного звания «Мастер спорта России международного класса».
Имеет высшее образование, окончил Российский государственный университет физической культуры, спорта, молодёжи и туризма. Одновременно с карьерой спортсмена работает тренером-инструктором по фитнесу. Был женат на Анастасии Ганиной (Кутняковой), тоже выступавшей за сборную России по гребле.